# شاون رودن
شاون رودن  (زادۀ ٢ آوریل ١٩٧۵_درگذشتۀ ۶ نوامبر ۲۰۲۱) بدنساز حرفه ای IFBB آمریکای جامائیکای تبار، قهرمان مستر المپیا ٢٠١٨ بود. وی توانست با شکست دادن فیل هیث (قهرمان هفت دوره قبل) به مقام قهرمانی مستر المپیا برسد. 

## سال های ابتدایی زندگی
شان رودن متولد کینگستون جاماییکا بود و یک زندگی ورزشکاری را در کودکی داشت، به شکلی که هر زمان فرصت میشد فوتبال و کریکت بازی میکرد. اما پاهای او نسبت به سنش کوچک بود و به همین دلیل شان نسبت به فیزیک بدنی خود احساس خوبی نداشت. شان و خانواده اش در سال ۱۹۹۰ به ایالات متحده آمریکا مهاجرت کردند. او که در این کشور جدید هیچ دوستی نداشت، احساس کرد که نیاز به انجام کاری دارد تا بتواند شرایط جدید را قابل تحمل کند. سرانجام علاقه خود را در بدن سازی دید. دو سال بعد در سن ۱۷ سالگی او به آرزوی خود رسید و برای افزایش حجم و قدرت خود توانست به باشگاه برود.

## درگذشت
وی در ۶ نوامبر ۲۰۲۱ درگذشت. در برخی منابع از خودکشی به عنوان علت مرگ رودن یاد شده، اما منابع معتبر دلیل مرگ این ورزشکار را ایست قلبی اعلام کرده اند.